# Pizza Tower
Pizza Tower é um jogo eletrônico de plataforma de 2023 criado pelo desenvolvedor independente Tour De Pizza e lançado para Windows,Steam Deck e Nintendo Switch. O jogo segue o pizzaiolo Peppino Spaghetti enquanto ele atravessa a torre titular para salvar sua pizzaria.

## Jogabilidade
A jogabilidade gira em torno de aumentar a pontuação, manter combos, coletar itens colecionáveis e mover-se rapidamente, com uma variedade de manobras e ataques para isso. Ao final de cada nível, o jogador ativa uma sequência de fuga na qual deve retornar ao início do nível enquanto cronometrado. Ao contrário da maioria dos outros jogos de plataforma, o jogador não tem vida ou vive no jogo normal e não há níveis de dificuldade de jogo tradicionais; em vez disso, a dificuldade da maioria dos níveis depende do que o jogador escolhe alcançar. A dificuldade mais intensa é a "P", onde o jogador necessita manter seu combo durante a partida inteira, coletar o tesouro do nível e completar o nível pela segunda vez.

## História
A história do jogo é simples e curta. Ela é introduzida por uma sequência de animação onde se mostra o pizzaiolo Peppino Spaghetti tendo dificuldades para manter sua pizzaria lucrando. Ele se encontra com Cara de Pizza, uma pizza flutuante. Cara de Pizza ameaça Peppino a destruir sua pizzaria com um raio laser. Enfurecido, Peppino corre para a torre do Cara de Pizza para derrotá-lo e tentar salvar sua pizzaria da destruição. Além da animação, pequenas partes da história são introduzidas conforme o jogador progride no jogo.

## Gráficos
Os gráficos de Pizza Tower são semelhantes aos desenhos animados dos anos 90 e pinturas feitas no Microsoft Paint. O artista do jogo, McPig, foi inspirado em Bob Esponja e os quadrinhos franceses que lia durante a infância para criar o estilo. Na sua opinião, esse estilo distingue Pizza Tower dos outros jogos independentes.
Os sprites foram animados no software dedicado a pixel art Aseprite. De acordo com McPig, As cores de Peppino foram inspiradas em Wario Land 3. Suas calças são totalmente pretas para facilitar o processo de animação.

## Música
A música de Pizza Tower foi criada por dois compositores: Ronan "Mr Sauceman" De Castel e ClascyJitto. Ronan De Castel encontrou Pizza Tower pelo X. Cativado pelos vídeos de jogatina que ele viu, ele contatou o desenvolvedor McPig por e-mail e o mandou uma música de demonstração, que no futuro seria Pizza Time!. McPig adorou a música e assim Mr Sauceman foi contratado. ClascyJitto era um estudante do ensino médio que publicava música nos sítios SoundCloud e Bandcamp. Ele foi contratado depois de compartilhar remixes da música de Ronan no servidor de Discord de Pizza Tower.
ClascyJitto e De Castel compuseram metade da trilha sonora, enquanto Post Elvis apenas compôs o tema da tela de título do jogo.

## Recepção
Pizza Tower foi lançado em 26 de janeiro de 2023, com recepção positiva. IGN disse que Pizza Tower "é um jogo de plataforma 2D muito especial que transcende suas inspirações e se torna algo ainda melhor" . IGN e Polygon elogiaram o sistema de movimento do jogo e o design dos níveis. No YouTube, Pizza Tower obteve grande sucesso. O trailer de Pizza Tower obteve 2 milhões de visualizações em 2024 , enquanto um vídeo demonstrando os chefões e o final do jogo obteve 17 milhões de visualizações.